# Antonio Soliani Raschini
Antonio Soliani Raschini fue un aristócrata y tratadista militar de origen italiano del siglo XVIII.

## Biografía
Antonio fue caballero de Modena y conde de Gottano, Cesola y Groppo, de una ilustre familia oriunda de Brescello que tuvieron como feudo Gottano, con notables personajes como Domenico Maria Soliani, jurisconsulto que escribió en 1677 una Práctica moderna del notariado.
Antonio fue director primero de fortificación y fábrica, y matemático del Ducado de Modena y como tratadista militar dejó escrita una obra sobre fortificación, un erudito diccionario militar junto a un tratado de arte militar, y también un manuscrito en un bello códice en folio con muchas ilustraciones de arquitectura civil.

## Obra
- Dizionario militare istorico-critico, Venecia: L. Pavini, 1759.
- L'Architettura civile
- Trattato di fortificazione moderna, Venecia: L. Pavini, 1748.